# Jennifer Capriati
Jennifer Capriati (New York, 29 maart 1976) is een voormalig professioneel tennisspeelster uit de Verenigde Staten van Amerika.

## Biografie
In 1989 was Jennifer Capriati, met dertien jaar, de jongste deelneemster ooit aan de Wightman Cup. In datzelfde jaar won zij de juniorentitels van het US Open, in zowel het enkel- als het dubbelspel.
Zij begon als prof in maart 1990 en won in 1992 goud tijdens de Olympische Zomerspelen in Barcelona.
In haar beginjaren brak zij record na record, waaronder jongste speelster die een proffinale haalde, jongste halvefinaliste op Roland Garros, jongste halvefinaliste op Wimbledon en de jongste speelster die de grens van één miljoen dollar aan prijzengeld haalde.
Ze kon niet omgaan met de druk in de tenniswereld en verdween in 1994 van de banen nadat ze in 1993 gearresteerd werd voor winkeldiefstal. Ze werd ook een paar keer opgepakt wegens het in bezit hebben van marihuana.
In 1996 keerde ze terug in het tenniscircuit door in het toernooi van de Duitse stad Essen te spelen – daarna behoorde ze een aantal jaren weer tot de top van het internationale vrouwentennis (WTA). Zij bereikte de top van de wereldranglijst in 2001 en eindigde dat jaar als de nummer twee van de wereld, achter Lindsay Davenport.
Capriati heeft drie grandslamtitels op haar naam staan. Haar grootste wens – 'haar eigen' US Open in New York te winnen – is niet vervuld. Wel stond zij vier keer in de halve finales van het US Open, waarin ze drie keer verloor in een derde set tiebreak (in 1991 tegen Monica Seles, in 2003 tegen Justine Henin en in 2004 tegen Jelena Dementjeva). Zij stopte in 2004.
In 2012 werd zij opgenomen in de internationale Tennis Hall of Fame.
Tegenwoordig woont zij in Palm Beach.

## Gewonnen WTA-toernooien enkelspel
| nr. | datum      | toernooi                      | tegenstandster        | score         |
| --- | ---------- | ----------------------------- | --------------------- | ------------- |
| 1.  | 1990-10-28 | WTA Dorado                    | Zina Garrison Jackson | 5-7 6-4 6-2   |
| 2.  | 1991-08-04 | WTA San Diego                 | Monica Seles          | 4-6 6-1 7-62  |
| 3.  | 1991-08-11 | WTA Toronto                   | Katerina Maleeva      | 6-2 6-3       |
| 4.  | 1992-08-09 | Olympische spelen (Barcelona) | Steffi Graf           | 3-6 6-3 6-4   |
| 5.  | 1992-08-30 | WTA San Diego                 | Conchita Martínez     | 6-3 6-2       |
| 6.  | 1993-01-17 | WTA Sydney                    | Anke Huber            | 6-1 6-4       |
| 7.  | 1999-05-22 | WTA Straatsburg               | Jelena Lichovtseva    | 6-1 6-3       |
| 8.  | 1999-11-07 | WTA Québec                    | Chanda Rubin          | 4-6 6-1 6-2   |
| 9.  | 2000-10-01 | WTA Luxemburg                 | Magdalena Maleeva     | 4-6 6-1 6-4   |
| 10. | 2001-01-28 | Australian Open               | Martina Hingis        | 6-4 6-3       |
| 11. | 2001-04-22 | WTA Charleston                | Martina Hingis        | 6-0 4-6 6-4   |
| 12. | 2001-06-10 | Roland Garros                 | Kim Clijsters         | 1-6 6-4 12-10 |
| 13. | 2002-01-27 | Australian Open               | Martina Hingis        | 4-6 7-67 6-2  |
| 14. | 2003-08-23 | WTA New Haven                 | Lindsay Davenport     | 6-2 4-0 opg.  |

## Resultaten grandslamtoernooien
| Legenda | Legenda                          |
| ------- | -------------------------------- |
| g.t.    | geen toernooi gehouden           |
| l.c.    | lagere categorie                 |
| –       | niet deelgenomen                 |
| G       | uitgeschakeld in de groepsfase   |
| 1R      | uitgeschakeld in de eerste ronde |
| 2R      | uitgeschakeld in de tweede ronde |
| 3R      | uitgeschakeld in de derde ronde  |
| 4R      | uitgeschakeld in de vierde ronde |
| KF      | uitgeschakeld in de kwartfinale  |
| HF      | uitgeschakeld in de halve finale |
| F       | de finale verloren               |
| W       | het toernooi gewonnen            |
| w-v     | winst/verlies-balans             |

### Enkelspel

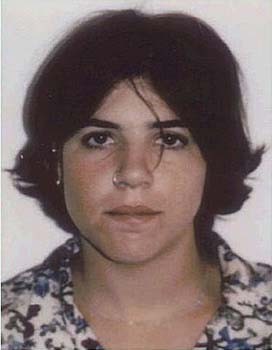
Politiefoto van Jennifer Capriati na haar arrestatie.

| Toernooi        | 1990 | 1991 | 1992 | 1993 | 1996 | 1997 | 1998 | 1999 | 2000 | 2001 | 2002 | 2003 | 2004 |
| --------------- | ---- | ---- | ---- | ---- | ---- | ---- | ---- | ---- | ---- | ---- | ---- | ---- | ---- |
| Australian Open | –    | –    | KF   | KF   | –    | 1R   | –    | 2R   | HF   | W    | W    | 1R   | –    |
| Roland Garros   | HF   | 4R   | KF   | KF   | 1R   | –    | –    | 4R   | 1R   | W    | HF   | 4R   | HF   |
| Wimbledon       | 4R   | HF   | KF   | KF   | –    | –    | 2R   | 2R   | 4R   | HF   | KF   | KF   | KF   |
| US Open         | 4R   | HF   | 3R   | 1R   | 1R   | 1R   | 1R   | 4R   | 4R   | HF   | KF   | HF   | HF   |

### Vrouwendubbelspel
| Toernooi        | 1990 | 1991 |    | 1997 | 1998 | 1999 | 2000 | 2001 | 2002 |
| --------------- | ---- | ---- | -- | ---- | ---- | ---- | ---- | ---- | ---- |
| Australian Open | –    | –    | 2R | –    | –    | 3R   | 2R   | –    |      |
| Roland Garros   | 1R   | –    | –  | –    | –    | 3R   | 3R   | –    |      |
| Wimbledon       | 2R   | 3R   | –  | –    | –    | 3R   | –    | 2R   |      |
| US Open         | 1R   | –    | –  | 1R   | 1R   | 2R   | KF   | –    |      |